# Igrzyska Wspólnoty Narodów 2018
21. Igrzyska Wspólnoty Narodów – multidyscyplinarne zawody sportowe, które odbyły się w kwietniu 2018 roku w Gold Coast w Australii

## Kandydatury
Wśród potencjalnych kandydatów do organizacji zawodów wymieniano dwa miasta australijskie (Adelaide i Perth), dwa nowozelandzkie (Auckland i Christchurch) oraz stolicę Nigerii (Abudża) i Trynidadu i Tobago (Port-of-Spain).
Ostatecznie dwoma oficjalnymi kandydatami do organizacji zawodów były Gold Coast z Australii i Hambantota ze Sri Lanki. Ambasadorami kandydatury australijskiego miasta były lekkoatletka Sally Pearson i tenisistka Samantha Stosur. Gospodarz został wybrany 11 listopada 2011 w Basseterre – stolicy Saint Kitts i Nevis. Kandydatura australijska wygrała stosunkiem głosów 43 do 27.

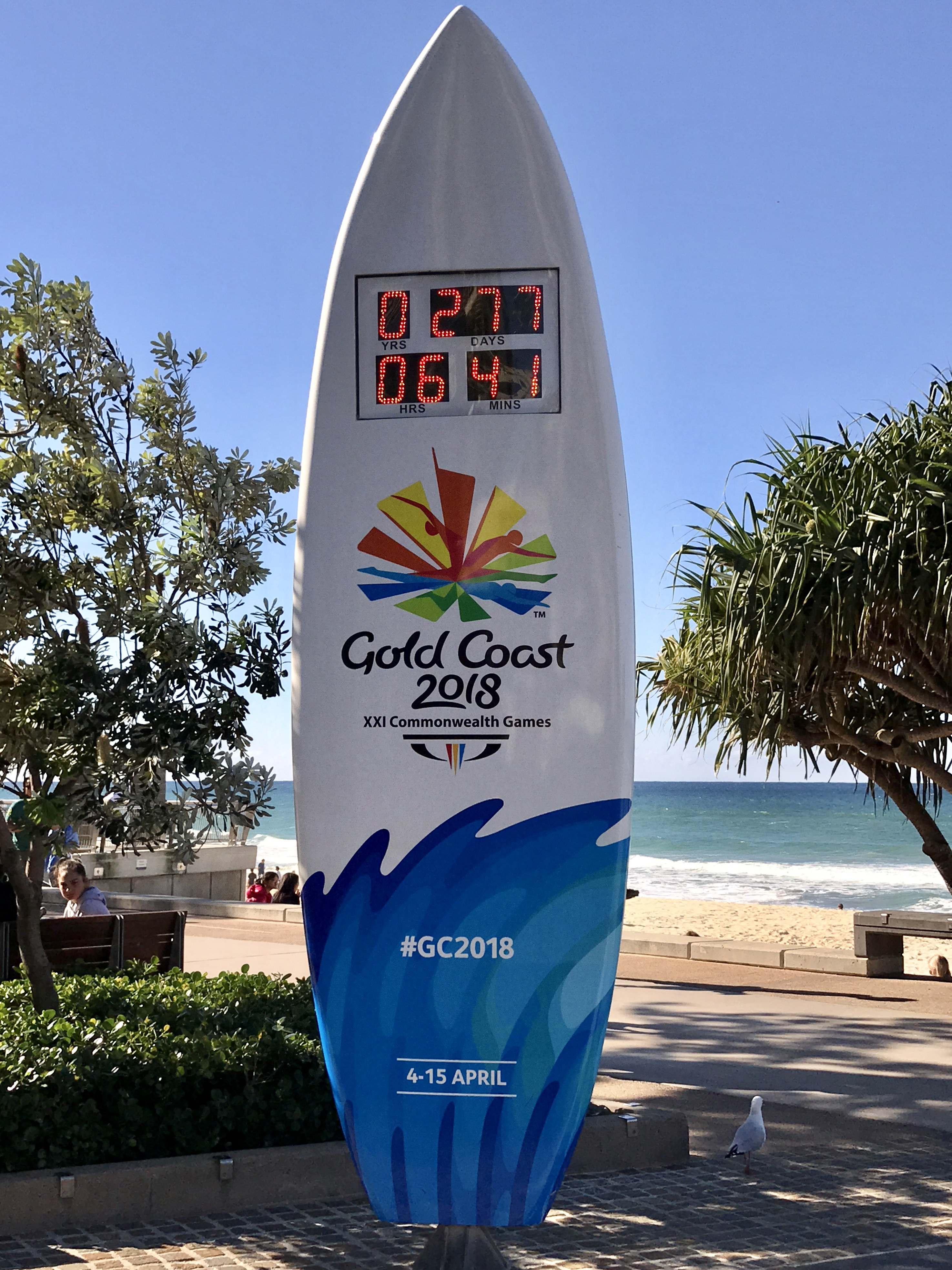
Zegar odmierzający czas pozostały do rozpoczęcia igrzysk

## Reprezentacje
| \| - Anglia - Anguilla - Antigua i Barbuda - Australia (gospodarz) - Bahamy - Bangladesz - Barbados - Belize - Botswana - Bermudy - Brytyjskie Wyspy Dziewicze - Brunei - Cypr - Dominika - Falklandy - Fidżi - Ghana - Gibraltar \| - Grenada - Guernsey - Gujana - Indie - Irlandia Północna - Jamajka - Jersey - Kajmany - Kamerun - Kanada - Kenia - Kiribati - Lesotho - Malawi - Malezja - Malediwy - Malta - Mauritius \| - Montserrat - Mozambik - Namibia - Nauru - Nowa Zelandia - Nigeria - Niue - Norfolk - Pakistan - Papua-Nowa Gwinea - Południowa Afryka - Rwanda - Saint Kitts i Nevis - Saint Lucia - Saint Vincent i Grenadyny - Samoa - Seszele - Sierra Leone \| - Singapur - Sri Lanka - Eswatini - Szkocja - Tanzania - Tonga - Trynidad i Tobago - Turks i Caicos - Tuvalu - Uganda - Vanuatu - Walia - Wyspa Man - Wyspa Świętej Heleny - Wyspy Cooka - Wyspy Salomona - Zambia \| | | | |
| - Anglia - Anguilla - Antigua i Barbuda - Australia (gospodarz) - Bahamy - Bangladesz - Barbados - Belize - Botswana - Bermudy - Brytyjskie Wyspy Dziewicze - Brunei - Cypr - Dominika - Falklandy - Fidżi - Ghana - Gibraltar | - Grenada - Guernsey - Gujana - Indie - Irlandia Północna - Jamajka - Jersey - Kajmany - Kamerun - Kanada - Kenia - Kiribati - Lesotho - Malawi - Malezja - Malediwy - Malta - Mauritius | - Montserrat - Mozambik - Namibia - Nauru - Nowa Zelandia - Nigeria - Niue - Norfolk - Pakistan - Papua-Nowa Gwinea - Południowa Afryka - Rwanda - Saint Kitts i Nevis - Saint Lucia - Saint Vincent i Grenadyny - Samoa - Seszele - Sierra Leone | - Singapur - Sri Lanka - Eswatini - Szkocja - Tanzania - Tonga - Trynidad i Tobago - Turks i Caicos - Tuvalu - Uganda - Vanuatu - Walia - Wyspa Man - Wyspa Świętej Heleny - Wyspy Cooka - Wyspy Salomona - Zambia |

## Dyscypliny
W czasie Igrzysk rozegrano 275 konkurencji w 18 dyscyplinach, w tym w 38 konkurencjach wystartowali sportowcy niepełnosprawni. Po raz pierwszy w historii multidyscyplinarnych zawodów wysokiej rangi liczba medali, którą zdobyły kobiety i mężczyźni była taka sama.
| - Badminton (szczegóły) - Boks (szczegóły) - Bowls (szczegóły) - Gimnastyka (szczegóły) - Gimnastyka artystyczna - Gimnastyka sportowa - Hokej na trawie (szczegóły) - Kolarstwo (szczegóły) - Kolarstwo górskie - Kolarstwo szosowe - Kolarstwo torowe - Koszykówka (szczegóły) - Lekkoatletyka (szczegóły) | - Netball (szczegóły) - Rugby 7 (szczegóły) - Siatkówka plażowa (szczegóły) - Sporty wodne - pływanie (szczegóły) - Skoki do wody (szczegóły) - Podnoszenie ciężarów (szczegóły) - Trójbój siłowy (szczegóły) - Squash (szczegóły) - Strzelectwo (szczegóły) - Tenis stołowy (szczegóły) - Triathlon (szczegóły) - Zapasy (szczegóły) |